# Сім'я Шенберг
Сім'я Шенберг — картина австрійського художника-експресіоніста Ріхарда Герстля, написана у 1907 році.

## Опис
Художник першим з австрійців виступив за «психологічний» живопис, був прикутий до живопису фігури. Картина сповнена експресії, а форма роботи підпорядкована кольорам. Герсть зобразив свого друга — композитора Арнольда Шенберга. Шенберг — найбільший представник музичного експресіонізму, засновник Нововіденської композиторської школи, автор таких технік, як додекафонія і серійна техніка. Зображений разом зі своєю сім'єю — дружиною та двома дітьми. Переважають теплі пастельні кольори  білий, рожевий, жовтий, зелений (колір фону).
Картина написана олією на полотні з розмірами 109,7 х 88,8 сантиметрів. Сім'я Шенберг знаходиться в колекції MUMOK, у Відні, Австрія. Герстль навчав Шенбергів живопису.